# Karin Lorentzen
Karin Lorentzen född 21 maj 1939, är en norsk författare.
Hon debuterade 1975 med Mette midtimellom, och har skrivit totalt åtta böcker. Kamp mot sjukdom och bearbetande av sorg är ett centralt tema i de tidigaste böckerna. Trilogin om Silje och hennes häst (Den hvite hesten, Zorbas sønn och Min venn Zorba, 1987-92) skildrar en ung flickas mognad och utveckling.
Hennes enda roman för vxna var, Det hendte meg et barn  (1983).
Hennes böcker är översatta till danska, finska, franska, nederländska, svenska och tyska.